# Pawel Alexejewitsch Selenoi

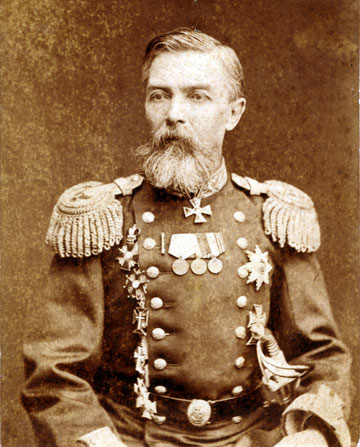
Pawel Selenoi im Jahr 1882

Pawel Alexejewitsch Selenoi (russisch Павел Алексеевич Зеленой; * 5. Januarjul. / 17. Januar 1833greg. im Kreis Toropez (Gouvernement Pskow); † 10. Januar 1909 in Odessa) war ein russischer Konteradmiral und Stadthauptmann von Taganrog sowie von Odessa.

## Leben und Wirken
Pawel, der Sohn des adeligen Kapitänleutnants Alexej Nikolajewitsch Selenoi und seiner Gattin Jekaterina Michailowna Selenaja, absolvierte 1850–1852 erfolgreich die Petersburger Seekadettenanstalt der Kaiserlich Russischen Marine. Die praktische Ausbildung fand auf der Ostsee statt. Es folgten zwei Weltumsegelungen – 1852–1854 auf der Fregatte Pallas und 1854 auf der Diana. Während der zweiten Weltumsegelung verbrachte Pawel ein halbes Jahr in englischer Gefangenschaft. Seit 1854 diente Pawel Selenoi als Leutnant von 1856 bis 1860 auf der Fregatte Askold. Er nahm am Krimkrieg teil.
1860–1865 kommandierte Kapitän Selenoi die Brigg Diamant im Geschwader unter Konteradmiral Lessowski. 1866–1869 kommandierte er die Korvette Witjas und darauf die Fregatte Swetlana. 1870 nahm Pawel Selenoi von der Marine den Abschied und wurde Inspektor bei der russischen Schifffahrtsgesellschaft ROPiT. Als Teilnehmer des Russisch-Osmanischen Krieges (1877–1878) befehligte er Minenleger und Truppentransporter zwischen dem Marmarameer und Russland.
1882 wurde Pawel Selenoi Konteradmiral und zog sich wiederum in das zivile Leben zurück – ab 1882 als Stadthauptmann von Taganrog und ab 1885 von Odessa. 1891 wurde er Generalleutnant der Admiralität und 1898 Vorstandsmitglied des Kuratoriums der Kaiserin-Maria-Stiftung.
Mit seiner Gattin Natalja Michailowna Werchowskaja (1842–1901) hatte Pawel Selenoi drei Kinder:
- Alexander (1872–1922) brachte es als Admiral bis zum Chef der Seestreitkräfte der Ostsee.
- Jekaterina, * 1874, heiratete den Adelsmarschall Prinz Michail Pawlowitsch Putjatin[6].
- Olga, * 1877, heiratete den Stallmeister Prinz Pawel Pawlowitsch Putjatin[7]. Das Paar emigrierte 1919 über Malta nach Paris. Die einzige Tochter, * 1904, starb 1984.

## Ehrungen
- Russischer Orden der Heiligen Anna 1. Klasse
- Sankt-Stanislaus-Orden 1. Klasse
- Orden des Heiligen Wladimir 2. Klasse
- Erlöser-Orden
- Dannebrogorden
- Christusorden (Portugal)
- St.-Sava-Orden
- Takovo-Orden
- Sonnen- und Löwenorden
- Orden vom Siegel Salomons

## Anmerkung
1. ↑  
Als der Jugendliche Leo Trotzki um 1890 in Odessa die Schule besuchte, beobachtete er einmal, wie der Admiral auf der Straße lautstark für Ordnung sorgte (Trotzki, S. 62, 10. Z.v.u., siehe auch Kapitel Familie und Schule im MIA).

| Personendaten    | Personendaten                                                                      |
| ---------------- | ---------------------------------------------------------------------------------- |
| NAME             | Selenoi, Pawel Alexejewitsch                                                       |
| ALTERNATIVNAMEN  | Зеленой, Павел Алексеевич (russisch)                                               |
| KURZBESCHREIBUNG | russischer Generalleutnant der Admiralität, Stadthauptmann von Taganrog und Odessa |
| GEBURTSDATUM     | 17. Januar 1833                                                                    |
| GEBURTSORT       | Kreis Toropez (Gouvernement Pskow)                                                 |
| STERBEDATUM      | 10. Januar 1909                                                                    |
| STERBEORT        | Odessa                                                                             |